# NGC 3745
NGC 3745 is een elliptisch sterrenstelsel in het sterrenbeeld Leeuw. Het hemelobject werd op 5 april 1874 ontdekt door de Britse astronoom Ralph Copeland.

## Synoniemen
- MCG 4-28-4
- HCG 57G
- VV 282
- Arp 320
- PGC 36001